# Riufagès

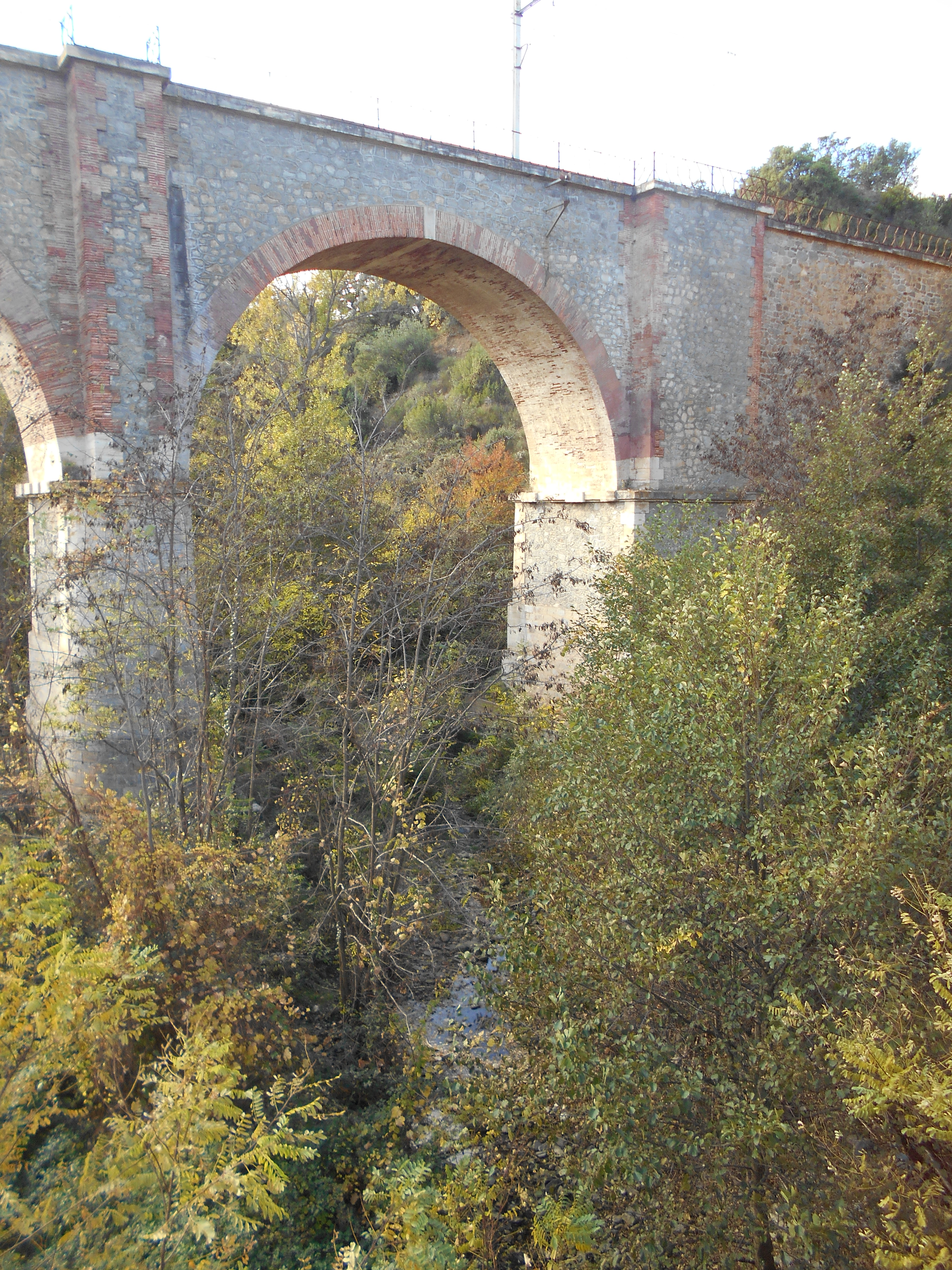
El Riufagès, sota el pont del ferrocarril

El Riufagès, o Riu Fagès, és un curs d'aigua de règim torrencial de la comarca del Conflent, a la Catalunya del Nord, d'orientació bàsicament sud-oest - nord-est. Tot i que dos trams del mateix curs d'aigua reben aquest nom, rep també altres noms en trams determinats.

## Tram inicial
Dins del terme de Glorianes i al llarg del límit comunal entre aquesta comuna i la de Jóc, el curs d'aigua és així anomenat, i cartografiat com a Riu Fagès, tot i que a Glorianes és anomenat comunament Ribera de Glorianes. Encara, inicialment és anomenat Còrrec de Corbateres. Aquest còrrec neix en el vessant septentrional del Puig Sobirà, i s'adreça al nord, però marcant una inflexió cap a ponent, i molts meandres, en un tram molt sinuós pel seu caràcter de torrent de muntanya. Rep per la dreta els còrrecs del Garbolet, dels Canèvols, de les Pardines i dels Canals, més tard per l'esquerra el de la Vernosa i per la dreta el de la Devesa, i arriba a l'alçada del poble de Glorianes, que resta enlairat al nord-est de la llera del còrrec. Més endavant, rep per l'esquerra el Còrrec de Crabi, que marca una profunda vall al sud-oest del terme i recull tot un conjunt de còrrecs d'origen muntanyenc.
És en aquesta zona que comença a anomenar-se Riu Fagès o Ribera de Glorianes. Continua cap al nord, sempre de forma molt sinuosa, rep per la dreta el Còrrec del Millar, primer, i el de la Batllia després, per l'esquerra el de Vimaner, el del Mas Molins, el del Bac del Vilar i el de Coma Cremada, i per la dreta el del Mas d'en Picot, el dels Castanyers i el de la Pedregosa. Així, arriba al punt on el seu marge dret, l'oriental, continua en terme de Glorianes mentre el de l'esquerra, l'occidental, és termenal, de primer i breument, amb Finestret, i després, ja al llarg d'un tram més llarg, amb Jóc. Poc abans de deixas enrere el termenal entre Glorianes i Jóc i començar a ser-ho entre Glorianes i Rigardà, comença a anomenar-se Ribera de Rigardà, a la zona on rep per la dreta el Còrrec del Sastre.

## Tram final
Es torna a anomenar Riu Fagès, habitualment grafiat junt, dins del terme de Rodès per la unió de la Ribera de Croses i de la Ribera de Rigardà a prop al sud-oest del poble de Rodès i creua la zona central del seu terme per abocar-se en la Tet a prop al nord-oest d'aquest mateix poble.